# Karl Herzfeld
Karl Ferdinand Herzfeld (ur. 24 lutego 1892 w Wiedniu, zm. 3 czerwca 1978 w Waszyngtonie) – austriacko-amerykański fizyk. Pracował w dziedzinach kinetyki, ultradźwięków i mechanice kwantowej.

## Wybrane publikacje
- Karl F. Herzfeld Über ein Atommodell, das die Balmer’sche Wasserstoffserie aussendet, Sitzungsberichte der Koniglichen Akademie der Wissenschaften Wien 121(2a):593-601 (1912)
- Karl F. Herzfeld Zur Elektronentheorie der Metalle, Annalen der Physik (4) 41:27-52 [praca Herzfelda z Uniwersytetu Wiedenskiego, zrobiona pod kierunkiem Profesora Friedricha Hasenöhrla] (1913)
- Karl F. Herzfeld and F. O. Rice Dispersion and absorption of high-frequency sound waves, Physical Review 31:691-95 (1928)
- Karl F. Herzfeld and Maria Goeppert-Mayer On the states of aggregation, Journal of Chemical Physics 2:38-45 (1934)
- Karl F. Herzfeld and M. Göppert-Mayer On the theory of fusion, Phys. Rev. 46:995-1001 (1935)
- Karl F. Herzfeld and James Franck An attempted theory of photosynthesis, J. Chem. Phys. 5:237-51 (1937)
- Karl F. Herzfeld and James Franck Contributions to a theory of photosynthesis, J. Phys. Chem. 45:978-1025 (1941)
- Karl F. Herzfeld Electron levels in polyatomic molecules having resonating double bonds, Chemical Reviews 41:233-56 (1947)
- Karl F. Herzfeld Nodal surfaces in molecular wave functions Review of Modern Physics 21:527-30 (1949)
- Karl F. Herzfeld Fifty Years of Physical Ultrasonics, The Journal of the Acoustical Society of America Volume 39, Issue 5A, s. 813–825, The Catholic University of America, Washington, D. C. (Received 27 July 1965)

## Książki
- Karl F. Herzfeld Zur Elektronentheorie der Metalle (Barth, 1913)
- Karl F. Herzfeld Physikalische und Elektrochemie In Encyklopädie der Mathematischen Wissenschften mit Einschluss ihrer Anwendungen Band V, Heft 6, ed. Felix Klein, s. 947–1112 (Leipzig: B. G. Teubner, 1921)
- Karl F. Herzfeld Grösse und Bau der Moleküle In Handbuch der Physik 1st ed., band 22, ed. A. Smekal, s. 386–519 (Berlin: Springer-Verlag, 1924) (second ed., band 24, 1933, s. 1–252).
- Karl F. Herzrfeld, Kinetische Theorie der Wärme In Müller-Pouillets Lehrbuch der Physik Band 3 (Braunsweig: F. Viewig und Sohn, 1925)
- Karl F. Herzfeld Klassische Thermodynamik In Handbuch der Physik 1st ed., Band 9, s. 1–140 (Berlin, Springer-Verlag, 1926)
- Karl F. Herzfeld and K. L. Wolf Absorption und dispersion In Handbuch der Physik 1st ed., Band 20, s. 480–634 (Berlin: Springer-Verlag, 1928)
- Karl F. Herzfeld Gittertheorie der festen Körper In Handbuch der Experimental Physik Band 7, eds. W. Wien and F. Harms, s. 325–422 (Leipzig: Akademische Verlagsgesellschaft, 1928)
- Karl F. Herzfeld and H. M. Smallwood The kinetic theory of gases and liquids In A Treatise on Physical Chemistry 2nd ed., vol. 1, ed. H. S. Taylor, s. 73–217 (New York: Van Nostrand, 1931)
- Karl F. Herzfeld and H. M. Smallwood Imperfect gases and the liquid state In A Treatise on Physical Chemistry 2nd ed., vol. 1, ed. H. S. Taylor, s. 219–250 (New York: Van Nostrand, 1931)
- Karl F. Herzfeld Relaxation phenomena in gases In Thermodynamics and Physics of Matter vol. 1, ed. F. Rossini, s. 646–735 (Princeton, N.J.: Princeton University Press, 1955)
- Karl F. Herzfeld and V. Griffing Fundamental physics of gases In Thermodynamics and Physics of Matter vol. 1, ed. F. Rossini, s. 111–176 (Princeton, N.J.: Princeton University Press, 1955)
- Karl F. Herzfeld and Theodore A. Litovitz Absorption and Dispersion of Ultrasonic Waves. Pure and Applied Physics Volume 7 (Academic Press, 1959)
- Karl F. Herzfeld Fundamental Physics of Gases (Princeton University Press, 1961)
- Karl F. Herzfeld Questions in Statistical Mechanics: Some Reactionary Viewpoints by Karl F Herzfeld (Center for Theoretical Studies, University of Miami, 1971)